# Džuha
Džuha (cyr. Џуха) – wieś w Bośni i Hercegowinie, w Republice Serbskiej, w gminie Novo Goražde. W 2013 roku liczyła 1 mieszkańca.